# Daniel Sousa
Daniel Jordan Sousa es un personaje ficticio interpretado por Enver Gjokaj en el Universo cinematográfico de Marvel (UCM). Un veterano de guerra y agente de la SSR (y más tarde S.H.I.E.L.D.) que experimenta prejuicios debido a su pierna lisiada, fue creado para Agent Carter (2015-2016). Gjokaj luego firmó un acuerdo para regresar para la séptima temporada de Agents of S.H.I.E.L.D. (2020).

## Biografía ficticia

### Agent Carter
En la primera temporada de Agent Carter, ambientada en 1946, la propia investigación de Sousa sobre Howard Stark después de ser incriminado por suministrar armas mortales a enemigos de los Estados Unidos lo lleva a descubrir la providencia secreta de Peggy Carter sobre él con ayuda. En la segunda temporada, ambientada en 1947, su relación con Carter se vuelve complicada, Sousa acepta el puesto de jefe de la oficina de SSR de Los Ángeles para alejarse un poco de ella y finalmente comienza una nueva relación con Violet, una enfermera. Sin embargo, Violet deja a Sousa cuando descubre que él todavía siente algo por Carter; Sousa finalmente comienza una relación con Carter, una vez que derrotan a Whitney Frost, juntos.

### Agents of S.H.I.E.L.D.
Gjokaj retoma su papel de Sousa durante la séptima temporada de Agents of S.H.I.E.L.D.. En 1955, se encuentra por primera vez con el equipo principal de S.H.I.E.L.D. que viaja en el tiempo después de encontrarse con Jemma Simmons que se hace pasar por Peggy Carter, ya que su relación ha terminado. Después de evitar que sea asesinado por un agente de Hydra enviado por Wilfred Malick como lo fue originalmente en la historia, Sousa se une al equipo en su misión a través del tiempo contra los Chronicoms, entrando en una relación romántica con Daisy Johnson después de quedar atrapada en un bucle temporal. Un año después de derrotar a los Chronicoms, Sousa se une al actual S.H.I.E.L.D. y continúa trabajando junto a Daisy y Kora.

### Avengers
Antes de su papel en Agent Carter, Gjokaj participó en una escena corta en Vengadores como policía. Aunque hubo discusiones que relacionaban a Sousa con este policía en versiones posteriores, nunca se hizo oficial.

## Concepto y creación
Gjokaj fue elegido para el papel en agosto de 2014, habiendo interpretado previamente a un oficial de policía que se encuentra con Steve Rogers en The Avengers."Él era un soldado y había estado muy activo toda su vida, y ahora tiene que descubrir cómo usar su cerebro, cómo tratar de ser inteligente", explicó Gjokaj sobre el personaje. "Acepta su lesión, acepta su estado comprometido en la sociedad... Peggy dice: 'Olvídate de esto. Soy Peggy Carter. Voy a hacer otra cosa'". Creo que esa es la diferencia entre los dos". Considerando una relación potencialmente romántica entre Sousa y Carter, Gjokaj dijo: "Creo que definitivamente hay una situación en la que... si ella no hubiera salido con el Capitán América, él podría invitarla a tomar una copa. Es como si tu nueva novia saliera con Ryan Gosling. Te hará sudar un poco".

## Caracterización
Para la segunda temporada de Agent Carter, dijo Gjokaj, "lo verás lidiar con ser realmente parte de la máquina. No tratando de entrar en la máquina, sino siendo el jefe. La primera temporada fue él tratando de ser escuchado. y ahora está siendo escuchado por mucha gente". El vestuario de los agentes de SSR en la serie está destinado a ser distintivo para ayudar a explicar a sus personajes: Sousa usa "chalecos tipo jersey debajo de sus abrigos deportivos y pantalones plisados".
Antes de la segunda temporada, Fazekas explicó que después de que Carter rechazara a Sousa al final de la primera temporada, diciendo "Oh, déjame tomar un control de lluvia. Tengo algo que hacer", Carter sintió que una relación potencial era algo que podía considerar, mientras que Sousa "sintió que perdió una oportunidad allí". Por eso, Sousa se mudó a Los Ángeles para evitar a Carter, y "No han hablado desde que él se fue. Hay esa sensación extraña e interesante cuando comienzan a trabajar juntos de nuevo. Pero ahora Sousa tiene novia y es muy serio, así que eso es algo nuevo con lo que debe lidiar Peggy". Aunque Sousa y Carter finalmente se juntan en el final de la segunda temporada, los productores ejecutivos advirtieron que esto no significa necesariamente que Sousa sea el futuro esposo de Carter, quien fue mencionado por primera vez en Captain America: The Winter Soldier y se confirmó como Steve Rogers en Avengers: Endgame.